# Élections sénatoriales de 1998 représentant les Français établis hors de France
Les élections sénatoriales pour les Français établis hors de France ont eu lieu le dimanche 27 septembre 1998. 
Elles ont eu pour but d'élire les sénateurs représentant les Français établis hors de France pour un mandat de neuf années.

## Contexte départemental
Lors des élections sénatoriales du 24 septembre 1989 pour les Français établis hors de France, quatre sénateurs ont été élus :
La "Liste du RPR pour le renforcement de la représentation et des droits des Français de l'étranger" a eu une élue : Paulette Brisepierre (RPR).
La "Liste pour l'union et la solidarité des Français de l'étranger" a eu un élu : Pierre Croze (UDF-PR).  
La "Liste de soutien à l'action du Président de la République et de son Premier ministre" a eu un élu : Pierre Biarnès (ADFE-PS).  
La liste "Union des indépendants et non inscrits des Français de l'étranger" a eu un élu : Jacques Habert (UFE-DVD).  
Depuis, les effectifs du collège électoral des grands électeurs ont été renouvelés, avec les élections en 1995 du CSFE.

## Rappel des résultats de 1989
| Tête de liste  | Tête de liste                    | Liste          | Voix | %      | Sièges |  |
| -------------- | -------------------------------- | -------------- | ---- | ------ | ------ |  |
|                | Paulette Brisepierre             | RPR            | 34   | 25,19  | 1      |  |
|                | Pierre Croze                     | UDF            | 31   | 22,96  | 1      |  |
|                | Pierre Biarnès                   | PS             | 30   | 22,22  | 1      |  |
|                | Jacques Habert                   | DVD            | 29   | 21,48  | 1      |  |
|                | Jacqui Marlin                    | RPR            | 10   | 7,41   |        |  |
|                | François Porteu de La Morandière | FN             | 1    | 0,74   |        |  |
|                |                                  |                |      |        |        |  |
| Inscrits       | Inscrits                         | Inscrits       | 137  | 100,00 |        |  |
| Abstentions    | Abstentions                      | Abstentions    | 1    | 0,73   |        |  |
| Votants        | Votants                          | Votants        | 136  | 99,27  |        |  |
| Blancs et nuls | Blancs et nuls                   | Blancs et nuls | 1    | 0,73   |        |  |
| Exprimés       | Exprimés                         | Exprimés       | 135  | 98,54  |        |  |

## Sénateurs sortants
| Sénateur | Sénateur             | Parti | Fonctions lors de l'élection en 1989 |
| -------- | -------------------- | ----- | ------------------------------------ |
|          | Pierre Biarnès       | PS    | Membre du CSFE                       |
|          | Jacques Habert       | DVD   | Sénateur sortant, membre du CSFE     |
|          | André Gaspard        | CNIP  |                                      |
|          | Paulette Brisepierre | RPR   | Membre du CSFE                       |

## Présentation des candidats
Les nouveaux représentants sont élus pour une législature de 9 ans au suffrage universel indirect par les 147 grands électeurs du département. 
Pour les Français établis hors de France, les sénateurs sont élus au scrutin proportionnel.

### Parti socialiste
| N° | Candidats | Candidats           | Parti | Principale fonction              |
| -- | --------- | ------------------- | ----- | -------------------------------- |
| 01 |           | Pierre Biarnès      | PS    | Sénateur sortant, membre du CSFE |
| 02 |           | Jacques Gérard      | PS    |                                  |
| 03 |           | Kersten Colombat    | PS    |                                  |
| 04 |           | Jean-Jacques Rateau | PS    |                                  |

### Union pour la démocratie française
| N° | Candidats | Candidats            | Parti | Principale fonction |
| -- | --------- | -------------------- | ----- | ------------------- |
| 01 |           | André Ferrand        | UDF   | Membre du CSFE      |
| 02 |           | Jean Ouradou         | UDF   |                     |
| 03 |           | Jean Donet           | UDF   |                     |
| 04 |           | Françoise Lindermann | UDF   |                     |

### Divers droite
| N° | Candidats | Candidats          | Parti | Principale fonction |
| -- | --------- | ------------------ | ----- | ------------------- |
| 01 |           | Robert del Picchia | RPR   | Membre du CSFE      |
| 02 |           | Louis Duvernois    | RPR   | Membre du CSFE      |
| 03 |           | Pierre Cornille    | RPR   |                     |
| 04 |           | Alain Cany         | RPR   |                     |

### Rassemblement pour la République
| N° | Candidats | Candidats             | Parti | Principale fonction                       |
| -- | --------- | --------------------- | ----- | ----------------------------------------- |
| 01 |           | Paulette Brisepierre  | RPR   | Sénatrice sortante, membre du CSFE        |
| 02 |           | Paul Clave            | RPR   |                                           |
| 03 |           | Christiane Kammermann | RPR   | Membre du CSFE, administratrice de la CFE |
| 04 |           | Michel Guerry         | RPR   |                                           |

## Résultats
| Tête de liste  | Tête de liste        | Liste          | Voix | %      | Sièges |  |
| -------------- | -------------------- | -------------- | ---- | ------ | ------ |  |
|                | Pierre Biarnès       | PS             | 46   | 31,29  | 1      |  |
|                | André Ferrand        | UDF            | 40   | 27,21  | 1      |  |
|                | Robert del Picchia   | RPR            | 31   | 21,09  | 1      |  |
|                | Paulette Brisepierre | RPR            | 30   | 20,41  | 1      |  |
|                | Jean Aillaud         | DVD            | 0    | 0,00   |        |  |
|                |                      |                |      |        |        |  |
| Inscrits       | Inscrits             | Inscrits       | 147  | 100,00 |        |  |
| Abstentions    | Abstentions          | Abstentions    | 0    | 0,00   |        |  |
| Votants        | Votants              | Votants        | 147  | 100,00 |        |  |
| Blancs et nuls | Blancs et nuls       | Blancs et nuls | 0    | 0,00   |        |  |
| Exprimés       | Exprimés             | Exprimés       | 147  | 100,00 |        |  |

### Sénateurs élus
| Sénateur | Sénateur             | Parti |
| -------- | -------------------- | ----- |
|          | Pierre Biarnès       | PS    |
|          | André Ferrand        | UDF   |
|          | Robert del Picchia   | RPR   |
|          | Paulette Brisepierre | RPR   |